# Canton de la Brède
Le canton de la Brède est une circonscription électorale française située dans le département de la Gironde et la région Nouvelle-Aquitaine.

## Histoire
Le canton de la Brède a été créé le 5 brumaire an X (27 octobre 1801), a pris ensuite le nom de canton de Labrède, avant de reprendre son nom actuel en 1987.
De 1833 à 1848, les cantons de Pessac et de La Brède avaient le même conseiller général. Le nombre de conseillers généraux était limité à 30 par département.
Un nouveau découpage territorial de la Gironde (département) entre en vigueur à l'occasion des premières élections départementales suivant le décret du 20 février 2014. Les conseillers départementaux sont, à compter de ces élections, élus au scrutin majoritaire binominal mixte. Les électeurs de chaque canton élisent au Conseil départemental, nouvelle appellation du Conseil général, deux membres de sexe différent, qui se présentent en binôme de candidats. Les conseillers départementaux sont élus pour 6 ans au scrutin binominal majoritaire à deux tours, l'accès au second tour nécessitant 12,5 % des inscrits au 1er tour. En outre la totalité des conseillers départementaux est renouvelée. Ce nouveau mode de scrutin nécessite un redécoupage des cantons dont le nombre est divisé par deux avec arrondi à l'unité impaire supérieure si ce nombre n'est pas entier impair, assorti de conditions de seuils minimaux. Dans la Gironde, le nombre de cantons passe ainsi de 63 à 33. Le nouveau canton de la Brède reste quant à lui inchangé. Il est entièrement inclus dans l'arrondissement de Bordeaux. Le bureau centralisateur est situé à La Brède.

## Géographie
Ce canton est organisé autour de la ville de La Brède dans l'arrondissement de Bordeaux. Son altitude varie de 2 m (Isle-Saint-Georges) à 77 m (Cabanac-et-Villagrains) pour une altitude moyenne de 38 m.

## Représentation

### Conseillers généraux de 1833 à 2015
| Période | Période      | Identité                          | Étiquette            | Qualité |
| ------- | ------------ | --------------------------------- | -------------------- | --- |
| 1833    | 1848         | Charles Roullet                   |                      | Premier Président de la Cour royale de Bordeaux                                                                                   |
| 1848    | 1852         | Jean-Baptiste de Bouchereau jeune |                      | Propriétaire, conseiller municipal de Villenave-d'Ornon                                                                           |
| 1852    | 1870         | Guillaume-Henri Brochon           |                      | Avocat, maire de Bordeaux (1864)                                                                                                  |
| 1871    | 1889         | Joseph Marraud des Grottes        | Droite               | Propriétaire, maire d'Isle-Saint-Georges                                                                                          |
| 1889    | 1910         | Gaston Secondat de Montesquieu    | Droite               | Propriétaire, maire de La Brède                                                                                                   |
| 1910    | 1922 (décès) | Marcel Vayssière                  | Conservateur         | Avocat et viticulteur à Martillac, conseiller d'arrondissement Sénateur (1920-1922)                                               |
| 1922    | 1940         | Jean dit Charles Cante            | Rad. puis Rad.ind.   | Propriétaire-viticulteur Maire de La Brède, conseiller d'arrondissement Député (1924-1928) Nommé conseiller départemental en 1943 |
|         |              |                                   |                      | |
| 1945    | 1961         | Henri Doublet                     | RPF puis RS puis UNR | Médecin Maire de Beautiran |
| 1961    | 1998         | Hubert Lagoueyte                  | CNI                  | Industriel du bois Maire de Saucats (1949-1995)                                                                                   |
| 1998    | 2015         | Bernard Fath                      | PS                   | Secrétaire général adjoint de la mairie de Pessac Maire de Léognan                                                                |

### Conseillers d'arrondissement (de 1833 à 1940)
| Période                                  | Période          | Identité                       | Étiquette                      | Qualité |
| ---------------------------------------- | ---------------- | ------------------------------ | ------------------------------ | --- |
| 1833                                     | 1842             | Baptiste Dépiot-Bachan         |                                | Propriétaire à Saucats, négociant à Bordeaux                                                                |
|                                          |                  |                                |                                | |
| 1874                                     | 1882 (démission) | Jean-Baptiste Dépiot-Bachan    |                                | Propriétaire à Saucats                                                                                      |
| 1882                                     | 1901 (décès)     | Henri Doyen                    | Royaliste                      | Propriétaire à Cabanac-et-Villagrains                                                                       |
| 1901                                     | 1907             | Léon Langlois                  | Républicain                    | Membre de la Chambre de commerce                                                                            |
| 1907                                     | 1910             | Marcel Vayssière               | Conservateur                   | Avocat et viticulteur à Martillac                                                                           |
|                                          |                  |                                |                                | |
| 1919                                     | 1922             | Charles Cante                  | Républicain                    | Propriétaire-viticulteur, maire de La Brède                                                                 |
| 1922                                     | 1940             | Georges Beaumartin (1872-1942) | Alliance démocratique radicale | Industriel forestier Maire de Saint-Médard-d'Eyrans de 1920 à 1942                                          |
| 1940                                     |                  |                                |                                | Les conseils d'arrondissement ont été suspendus par la loi du 12 octobre 1940 et n'ont jamais été réactivés |
| Les données manquantes sont à compléter. |                  |                                |                                | |

### Conseillers départementaux depuis 2015
| Période élective | Période élective | Mandat | Mandat   | Identité         | Nuance | Nuance | Qualité                            |
| ---------------- | ---------------- | ------ | -------- | ---------------- | ------ | ------ | ---------------------------------- |
| 2015             | 2021             | 2015   | 2021     | Bernard Fath     |        | PS     | Maire de Léognan (1995-2016)       |
| 2015             | 2021             | 2015   | 2021     | Corinne Martinez |        | PS     | Conseillère municipale de La Brède |
| 2021             | 2028             | 2021   | en cours | Bernard Fath     |        | PS     | Conseiller sortant                 |
| 2021             | 2028             | 2021   | en cours | Corinne Martinez |        | PS     | Conseillère sortante               |

### Résultats détaillés

#### Élections de mars 2015
À l'issue du premier tour des élections départementales de 2015, deux binômes sont en ballottage : Bernard Fath et Corinne Martinez (PS, 42,25 %) et Béatrice Canada et Francis Gazeau (Union de la droite, 29,11 %). Le taux de participation est de 51,83 % (15 772 votants sur 30 428 inscrits) contre 50,55 % au niveau départemental et 50,17 % au niveau national.
Au second tour, Bernard Fath et Corinne Martinez (PS) sont élus avec 55,65 % des suffrages exprimés et un taux de participation de 49,43 % (7 663 voix pour 15 040 votants et 30 428 inscrits).

#### Élections de juin 2021
Le premier tour des élections départementales de 2021 est marqué par un très faible taux de participation (33,26 % au niveau national). Dans le canton de la Brède, ce taux de participation est de 34,19 % (11 608 votants sur 33 950 inscrits) contre 33,41 % au niveau départemental. À l'issue de ce premier tour, deux binômes sont en ballottage : Bernard Fath et Corinne Martinez (PS, 47,91 %) et Eugénie Barron et Dominique Claverie (Union au centre, 23,57 %).
Le second tour des élections est marqué une nouvelle fois par une abstention massive équivalente au premier tour. Les taux de participation sont de 34,36 % au niveau national, 33,6 % dans le département et 33,82 % dans le canton de la Brède. Bernard Fath et Corinne Martinez (PS) sont élus avec 61,69 % des suffrages exprimés (6 333 voix pour 11 483 votants et 33 958 inscrits),,. 

## Composition

Les treize communes correspondant à la CC Montesquieu

Après le redécoupage cantonal de 2014, la composition du canton de la Brède reste inchangée. Le canton comprend treize communes entières.
| Nom                              | Code Insee | Intercommunalité  | Superficie (km2) | Population (dernière pop. légale) | Densité (hab./km2) | Modifier                                    |
| -------------------------------- | ---------- | ----------------- | ---------------- | --------------------------------- | ------------------ | ------------------------------------------- |
| La Brède (bureau centralisateur) | 33213      | CC de Montesquieu | 23,28            | 4 423 (2022)                      | 190                | modifier les données · modifier les données |
| Ayguemorte-les-Graves            | 33023      | CC de Montesquieu | 6,33             | 1 402 (2022)                      | 221                | modifier les données · modifier les données |
| Beautiran                        | 33037      | CC de Montesquieu | 6,35             | 2 466 (2022)                      | 388                | modifier les données · modifier les données |
| Cabanac-et-Villagrains           | 33077      | CC de Montesquieu | 69,00            | 2 400 (2022)                      | 35                 | modifier les données · modifier les données |
| Cadaujac                         | 33080      | CC de Montesquieu | 15,33            | 6 784 (2022)                      | 443                | modifier les données · modifier les données |
| Castres-Gironde                  | 33109      | CC de Montesquieu | 6,97             | 2 689 (2022)                      | 386                | modifier les données · modifier les données |
| Isle-Saint-Georges               | 33206      | CC de Montesquieu | 4,35             | 516 (2022)                        | 119                | modifier les données · modifier les données |
| Léognan                          | 33238      | CC de Montesquieu | 41,43            | 10 723 (2022)                     | 259                | modifier les données · modifier les données |
| Martillac                        | 33274      | CC de Montesquieu | 17,09            | 3 581 (2022)                      | 210                | modifier les données · modifier les données |
| Saint-Médard-d'Eyrans            | 33448      | CC de Montesquieu | 12,72            | 3 361 (2022)                      | 264                | modifier les données · modifier les données |
| Saint-Morillon                   | 33454      | CC de Montesquieu | 20,40            | 1 817 (2022)                      | 89                 | modifier les données · modifier les données |
| Saint-Selve                      | 33474      | CC de Montesquieu | 17,74            | 3 668 (2022)                      | 207                | modifier les données · modifier les données |
| Saucats                          | 33501      | CC de Montesquieu | 89,15            | 3 446 (2022)                      | 39                 | modifier les données · modifier les données |
| Canton de la Brède               | 3308       |                   | 330,14           | 47 276 (2022)                     | 143                | modifier les données                        |

## Démographie

### Démographie avant 2015
| 1990   | 1999   | 2006   | 2011   | 2012   |
| ------ | ------ | ------ | ------ | ------ |
| 27 872 | 30 883 | 34 919 | 37 668 | 38 755 |

### Démographie depuis 2015
En 2022, le canton comptait 47 276 habitants, en évolution de +11,15 % par rapport à 2016 (Gironde : +6,91 %, France hors Mayotte : +2,11 %).
| 2013   | 2018   | 2022   |
| ------ | ------ | ------ |
| 40 087 | 44 283 | 47 276 |